# بيت الزبيب (أرحب)

تعديل مصدري - تعديل

بيت الزبيب هي إحدى قرى عزلة عيال عبد الله بمديرية أرحب التابعة لمحافظة صنعاء، بلغ تعداد سكانها 279 نسمة حسب تعداد اليمن لعام 2004.